# Bengaluru Rural
Der Distrikt Bengaluru Rural (Kannada: ಬೆಂಗಳೂರು ಗ್ರಾಮೀಣ ಜಿಲ್ಲೆ „Bangalore-Land“, früher Bangalore Rural) ist ein Distrikt des indischen Bundesstaats Karnataka. Verwaltungssitz ist Bengaluru, das aber selbst nicht zum Distrikt gehört.

## Geografie

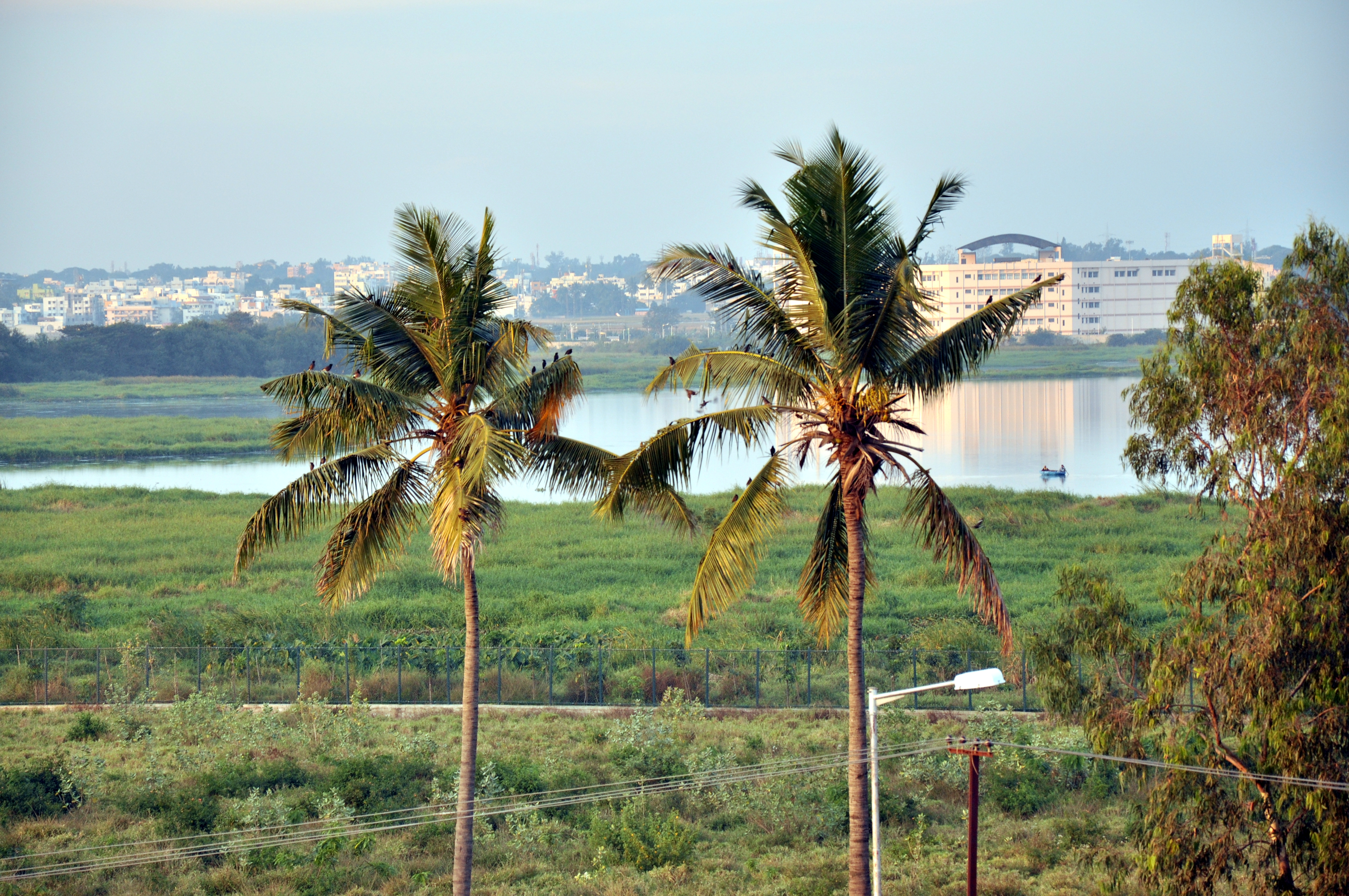
Der Bellandur-See im Distrikt Bengaluru Rural

Der Distrikt Bengaluru Rural liegt im Südosten Karnatakas und umfasst ein Gebiet nördlich und östlich von Bengaluru (Bangalore), der Hauptstadt Karnatakas und drittgrößten Stadt Indiens. Nachbardistrikte sind Bengaluru Urban im Süden, Ramanagara im Südwesten, Tumakuru im Westen, Chikkaballapur im Nordosten, Kolar im Osten und Krishnagiri im Süden. Letzterer gehört bereits zum benachbarten Bundesstaat Tamil Nadu.
Die Fläche des Distrikts Bengaluru Rural beträgt 2.239 Quadratkilometer. Damit ist er nach Bengaluru Urban der zweitkleinste Distrikt Karnatakas. Das Distriktgebiet gehört zum südlichsten Teil des Dekkan-Plateaus und besteht aus einer Hochebene mit einer durchschnittlichen Höhe von 600 bis 900 Metern über dem Meeresspiegel. Im Gegensatz zum Nachbardistrikt Bengaluru Urban, der durch das starke Wachstum Bengalurus weitgehend urbanisiert ist, ist der Distrikt Bengaluru Rural ländlich geprägt.
Der Distrikt Bengaluru Rural ist in die vier Taluks Devanahalli, Doddaballapur, Hoskote und Nelamangala unterteilt.

## Geschichte
Der Distrikt Bengaluru Urban geht zurück auf den Distrikt Bangalore. Dieser war während der britischen Kolonialzeit einer der Distrikte des Fürstenstaats Mysore. Nach der Unabhängigkeit Indiens vollzog Mysore 1949 den Anschluss an die Indische Union. 1956 kam der Distrikt Bangalore zu dem nach den Sprachgrenzen des Kannada geschaffenen neuen Bundesstaat Mysore (1973 umbenannt in Karnataka), dessen Hauptstadt nunmehr Bangalore war. Der Distrikt Bangalore Rural entstand 1986, als der vormalige Distrikt Bangalore in die Distrikte Bangalore Urban (heute Bengaluru Urban) und Bengaluru Rural geteilt wurde. Ursprünglich umfasste Bengaluru Rural ein Gebiet, das den Distrikt Bengaluru Urban fast völlig umschloss. 2007 spaltete sich aber der südwestliche Teil des Distrikts als eigenständiger Distrikt Ramanagara ab.

## Bevölkerung
Nach der Volkszählung 2011 hat der Distrikt Bengaluru Rural 987.257 Einwohner. Die Einwohnerzahl ist die zweitniedrigste aller Distrikte Karnatakas, die Bevölkerungsdichte liegt mit 441 Einwohnern pro Quadratkilometer aber über dem Durchschnitt des Bundesstaates (319 Einwohner pro Quadratkilometer). Der Distrikt ist deutlich ländlich geprägt: Nur 27,1 Prozent der Bevölkerung lebt in Städten. Der Urbanisierungsgrad ist damit niedriger als der Mittelwert Karnatakas (38,6 Prozent). Während der Ballungsraum Bengaluru ein erhebliches Bevölkerungswachstum erfährt, ist die Wachstumsrate im ländlicheren Distrikt Bengaluru Urban mit 16,0 Prozent zwischen 2001 und 2011 kaum höher als im Durchschnitt des Bundesstaates (15,7 Prozent). Die Alphabetisierungsquote ist mit 78,3 Prozent etwas höher als im Mittelwert des Bundesstaats (75,6 Prozent) und Gesamtindiens (74,0 Prozent).
Unter den Einwohnern des alten Distrikts Bengaluru Rural (inklusive des Distrikts Ramanagara) stellten nach der Volkszählung 2001 Hindus mit 90,0 Prozent eine große Mehrheit. Zum Islam bekannte sich eine Minderheit von 9,1 Prozent.

## Städte
| Stadt          | Einwohner (2001) |
| -------------- | ---------------- |
| Dargajogihalli | 6.205            |
| Devanahalli    | 23.190           |
| Doddaballapur  | 71.509           |
| Hoskote        | 36.333           |
| Nelamangala    | 25.206           |
| Vijayapura     | 29.458           |